# Drosophila nigrosaltans
Drosophila nigrosaltans är en tvåvingeart som beskrevs av Magalhaes 1962. Drosophila nigrosaltans ingår i släktet Drosophila och familjen daggflugor.
Artens utbredningsområde täcker ett område från Costa Rica till Panama.